# Cá sòng gió
Cá sòng gió (danh pháp khoa học: Megalaspis cordyla) là một loài cá biển tương đối lớn nằm trong họ Cá khế (Carangidae). Cá sòng gió sống khắp vùng biển nhiệt đới Ấn Độ Dương-Thái Bình Dương, trong một vùng kéo từ Nam Phi ở mé tây đến Tonga bên mạn đông, lan đến Nhật Bản về phía bắc cùng Úc về phương nam. Đây là cá sống theo đàn cư ngụ lớp nước mặt tại cả vùng ven bờ và xa khơi. Cá thể lớn nhất từng ghi nhận dài 80 cm, nặng 4 kg, dù thường thì chúng đạt chưa tới 40 cm. Đây là cá săn mồi, ăn cá nhỏ hơn, chân đầu và giáp xác. Theo quá trình phát triển thì chế độ ăn của chúng cũng biến chuyển, dù cá nhỏ luôn là con mồi chính. Con cái đạt thành thục giới tính khi chạm ngưỡng 22 cm, còn con đực khi chạm 26,4 cm. Ở vùng biển Ấn Độ, nơi diễn ra nghiên cứu chính về sự phát triển của cá con cũng như hoạt động đo đạc, việc đẻ trứng xảy ra từ tháng 3 đến tháng 7.
Cá sòng gió là ngư phẩm quan trọng khắp vùng Ấn Độ-Thái Bình Dương. Theo thống kê (chưa tính Ấn Độ), sản lượng đánh bắt hàng năm tăng từ 70.000 t năm 1997 lên 107.000 t năm 2007. Hai thị trường lớn theo thống kê này là Indonesia và Malaysia.